# Abraxas virginalis
Abraxas virginalis är en fjärilsart som beskrevs av Butler 1886. Abraxas virginalis ingår i släktet Abraxas och familjen mätare. Inga underarter finns listade i Catalogue of Life.